# Técnica de Seldinger

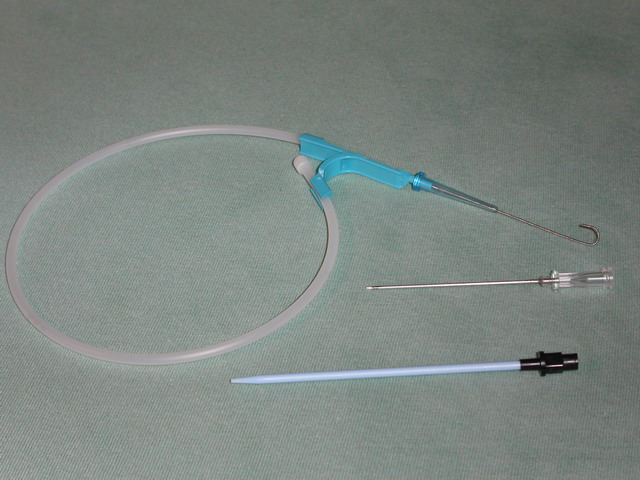
Equipo para llevar a cabo la técnica.

La técnica de Seldinger es un acceso percutáneo vascular o de otros órganos de una forma segura. Fue descrito por el Dr. Sven-Ivar Seldinger en 1953, para ser principalmente utilizado en las técnicas angiográficas. Esta técnica produjo un gran avance en la radiología intervencionista, gracias a la cual se realizan procedimientos diagnósticos y terapéuticos mínimamente invasivos. 
La técnica consiste en la punción directa vascular u orgánica, mediante una aguja (generalmente con estilete metálico y cánula plástica) seguida de la colocación de una guía en el interior de la aguja, entonces esta se extrae dejando la guía dentro del vaso u órgano a puncionar lo que disminuye el sangrado y al mismo tiempo facilita la introducción de catéteres radiopacos. Esta técnica por lo tanto hace posible la visualización de vaso o masas sin necesidad de acceso quirúrgico.

## Usos
- Angiografía;
- Drenaje de colecciones;
- Tunelización de catéteres venosos centrales;
- Angioplastias;
- Cateterización epidural.

## Procedimiento
1. Localizar punto de punción: se localiza la arteria, vena u órgano. En el primer caso generalmente lo haremos mediante palpación del pulso, mediante torniquete en el segundo, y en el tercero localizaremos el lugar de punción mediante ecografía. En los dos primeros supuestos si no fuese posible encontrar la arteria o vena deseada con las técnicas habituales recurriremos también a la ecografía.
2. Punción mediante aguja: Se realiza una punción con aguja biselada en ángulo de 45° con fiador y cánula del calibre deseado (generalmente 18G).  Después se extrae el fiador dejando la cánula plástica en el interior. En el caso de abordaje vascular se utilizarán agujas con reservorio para evitar salpicaduras. Las agujas de punción visceral son flexibles y si son de biopsia guiada por ultrasonido son de superficie rugosa con muescas para medir la profundidad. Todas ellas diseñadas para ser lo menos traumáticas posibles.
3. Introducción de la guía: A través de la cánula de la aguja se introduce la guía. La guía es necesaria para la inserción, avance, desplazamiento, posicionamiento, recolocación e intercambio de catéteres de forma segura. Estas son radiopacas para visualizar mediante rayos X su posición y desplazamiento. Su punta suele ser flexible para mejorar su avance y puede tener diferentes formas según su finalidad. Su cuerpo suele ser más rígido. Las longitudes y los diámetros cambian en función de su uso. Todas ellas están formadas por dos alambres de acero inoxidable y un tercero fino que recubre la guía de forma espiral en toda su extensión. Se recubren de teflón y heparina o con polímeros hidrofílicos para disminuir su coeficiente de fricción.
4. Paso del catéter, dilatador o introductor a través de la guía. Se introcuce el material deseado al vaso o víscera pasando la guía colocada, sin moverla de su posición, por la luz del catéter o introductor hasta que este se encuentre en el lugar deseado.
5. Retirada de la guía: Una vez colocado el catéter en el lugar exacto donde cumplirá su función, se pasará a la retirada de la guía.